# VR-Bank Vilshofen-Pocking
Die VR-Bank Vilshofen-Pocking eG ist eine Genossenschaftsbank mit Sitz in Pocking, Landkreis Passau. Die Bank entstand im Jahr 2023 aus der Fusion der Rottaler Raiffeisenbank eG mit der Volksbank-Raiffeisenbank Vilshofen eG.

## Geschäftsgebiet
Das Geschäftsgebiet der VR-Bank Vilshofen-Pocking eG umfasst 19 Geschäftsstellen und 3 SB-Zweigstellen, die in den Landkreisen Passau, Rottal-Inn und Deggendorf angesiedelt sind.

## Organisation
Die Bank ist eine eingetragene Genossenschaft, deren Rechtsgrundlagen das Genossenschaftsgesetz und die durch die Vertreterversammlung der Bank erlassene Satzung sind. Organe der VR-Bank Vilshofen-Pocking eG sind der Vorstand, der Aufsichtsrat und die Vertreterversammlung. Letztere besteht aus gewählten Mitgliedern der Bank, welche die anderen Mitglieder vertreten.